# Yelizaveta Bagriantseva
Yelizaveta Bagriantseva (Unión Soviética, 27 de agosto de 1929-24 de enero de 1996) fue una atleta soviética, especializada en la prueba de lanzamiento de disco en la que llegó a ser subcampeona olímpica en 1952.

## Carrera deportiva
En los JJ. OO. de Helsinki 1952 ganó la medalla de plata en el lanzamiento de disco, con una marca de 47.08 metros, siendo superada por la soviética Nina Romashkova y por delante de otra compatriota Nina Dumbadze (bronce).